# 4 Wheel Thunder
4 Wheel Thunder est un jeu vidéo de course développé par Kalisto Entertainment et édité par Midway Games sorti sur Dreamcast en juin 2000 en France.
Ce jeu est issu de la série de jeux de course Thunder qui comprend également Hydro Thunder et Arctic Thunder.